# Гладских, Евгений Валерьевич
Евге́ний Вале́рьевич Гладски́х (24 апреля 1982 года, Магнитогорск, СССР) — российский хоккеист, правый нападающий. Воспитанник магнитогорского «Металлурга», где провёл основную часть карьеры. В составе национальной сборной России участник Еврохоккейтура 2005 и 2006 годов.

## Достижения
- Чемпион России (2001, 2007)
- Вице-чемпион России (2004)
- Обладатель Кубка Шпенглера (2005)
- Обладатель Кубка европейских чемпионов (2008)
- Обладатель Кубка Братины (2011)